# Viffort
Viffort é uma comuna francesa na região administrativa de Altos da França, no departamento de Aisne. Estende-se por uma área de 9,83 km². Em 2010 a comuna tinha 322 habitantes (densidade: 32,8 hab./km²).